# Biathlon al XII Festival olimpico invernale della gioventù europea
Le gare di biathlon al XII Festival olimpico invernale della gioventù europea si sono svolte dal 27 al 30 gennaio 2015 sulla pista di Bürserberg in Austria. In programma comprendeva cinque gare, due maschili, due femminili e la staffetta mista.

## Podi

### Ragazzi
| Evento                        | Oro                  | Tempo   | Argento               | Tempo   | Bronzo                    | Tempo   |
| 10 km inseguimento (dettagli) | Sebastian Samuelsson | 31'45"2 | Sturla Holm Laegereid | 31'50"8 | Aleksander Fjeld Andersen | 32'30"8 |
| 7,5 kg km sprint (dettagli)   | Sergei Demichev      | 24'45"1 | Sebastian Samuelsson  | 24'49"6 | Igor Malinovskii          | 24'58"5 |

### Ragazze
| Evento                         | Oro                 | Tempo   | Argento          | Tempo   | Bronzo           | Tempo   |
| 7,5 km inseguimento (dettagli) | Lou Jeanmonnot      | 27'17"9 | Vera Rumyantseva | 27'30"6 | Sophia Schneider | 28'01"2 |
| 6 kg km sprint (dettagli)      | Anna-Maria Schreder | 21'31"0 | Tamara Steiner   | 21'43"4 | Emilie Bulle     | 21'51"2 |

### Misti
| Evento                                 | Oro                                                                                  | Tempo     | Argento                                                                  | Tempo     | Bronzo                                                                   | Tempo     |
| Staffetta 2x6 km + 2x7,5 km (dettagli) | Norvegia Mathea Tofte Karoline Erdal Aleksander Fjeld Andersen Sturla Holm Laegereid | 1h25'56"1 | Russia Vera Rumyantseva Irina Kazakevič Nikita Lobastov Igor Malinovskii | 1h26'34"8 | Germania Melanie Eccarius Sophia Schneider Marinus Veit Tobias Wanninger | 1h28'53"5 |

## Medagliere
| Pos.   | Paese    | Oro | Argento | Bronzo | Totale |
| ------ | -------- | --- | ------- | ------ | ------ |
| 1      | Russia   | 1   | 2       | 1      | 4      |
| 2      | Norvegia | 1   | 1       | 1      | 3      |
| 3      | Austria  | 1   | 1       | 0      | 2      |
| 3      | Svezia   | 1   | 1       | 0      | 2      |
| 5      | Francia  | 1   | 0       | 1      | 2      |
| 6      | Germania | 0   | 0       | 2      | 2      |
| Totale | Totale   | 5   | 5       | 5      | 15     |